# 하나우쿄 메이드대
《하나우쿄 메이드대》(花右京メイド隊 하나우쿄메이도타이[*])는 모리시게(もりしげ)가 지어서 월간 소년 챔피언에 연재된 일본의 만화이다. 2001년에 12편으로 애니메이션화되었고, 2004년에는 《하나우쿄 메이드대 La Verite》로 다시 애니메이션화되었다.

## 줄거리
어느 날 갑자기 대저택의 주인이 되어 버린 주인공 하나우쿄 타로와 대저택에서 일하는 메이드집단과의 생활을 전개하고 있다.

## 등장인물
- 하나우쿄 타로(花右京太郎/はなうきょう たろう, 성우: 카이다 유키(甲斐田ゆき))
중학교 3학년이다. 어머니가 죽은 뒤에는 할아버지의 저택으로 찾아갔으나 자신의 할아버지는 이미 어디론가로 은거해 버렸다. 그리고 타로를 맞이한 것은 엄청난 수의 메이드들, 하지만 타로는 여자 알레르기가 있어서 그의 고민은 시작되는데...

- 마리엘(マリエル, 성우: 타나카 리에(田中理恵))
16살. 하나우쿄 메이드를 지휘하는 총사령관 같은 지휘의 메이드이다. 타로에게는 여성 알레르기가 발생하지 않는 유일한 메이드이다.

- 신시아(シンシア＝ランドラヴィジャー, 성우: 카네다 토모코(金田朋子))
10살. 메이드이다. 부모의 이혼으로 충격을 받았다. 재능이 있어서 6살 때, 대학에도 진학했지만 거기서도 따돌림으로 학교를 그만두었다. 마음속에서 결국 그레이스라는 또다른 인격체가 탄생되었다. 낮에는 신시아, 밤에는 그레이스라는 두가지 모습이 나타난다.

- 그레이스(グレース, 성우: 카네다 토모코(金田朋子))
신시아의 또다른 인격체. 밤에 주로 나타나지만 가끔 나타나기도 한다.

- 스즈키 이쿠요(鈴木イクヨ/すずき いくよ, 성우: 아리시마 모유(有島モユ))
28살. 하나우쿄가의 기술 담당을 맡고 있다. 위험한 실험 때문에 하나우쿄가의 절반이 날아간 적이 있었다. 기술 부분에서 뛰어나며, 컴퓨터를 다루기도 .

- 츠루기 코노에（剣コノヱ/つるぎ このゑ, 성우: 히라마츠 아키코(平松晶子))
21살. 군사담당을 맡고 있다. 사격술, 검술이 뛰어난다.

- 자비왕 류우카(慈悲王リュウカ/じひおう りゅうか, 성우: 다카하시 리에코(高橋理恵子))
17살. 재력에서는 하나우쿄에서는 영애이자 자존심이 강하다. 처음에는 타로에게 라이벌 의식을 가지고 있었지만 최근에는 타로의 순진함에 동화되는 추세이다.

- 사나에 야시마(早苗八島/さなえ やしま, 성우: 와타나베 아케노(渡辺明乃))
15살. 츠루기 코노에 다음가는 경비부 부원이다. 흑색 피부를 가졌고, 처음에는 타로를 가볍게 보는 경향이 있었다. 그러나 코노에와의 합숙 훈련에서 그녀를 추억의 장소로 데려온 것에 대해서, 감사의 마음으로 결국 타로를 따르게 된다. 코노에를 좋아한다.

- 하나우쿄 호쿠사이(花右京北斎/はなうきょう　ほくさい)
타로의 할아버지로 하나우쿄를 이끌던 당주였다.

- 시코우인(紫皇院/しこういん)
하나우쿄 호쿠사이의 친위대인 세키쇼쿠오키(赤色王旗/せきしょくおうき)의 리더이다.

- 자비왕 시즈카(慈悲王シズカ/じひおう　しずか)
류카의 이복 여동생이다.